# 缘上回
缘上回（英文：Supramarginal gyrus）位于大脑顶叶，是顶下小叶的一部分（另一部分为角回）。结构上，缘上回位于布罗德曼系统第40分区，包含处理语言信息的韦尼克区的部分区域，缘上回受损可导致感觉性失语症。

## 结构
缘上回位于角回的前方，二者共同构成顶下小叶。缘上回呈马蹄状（倒U型），中央后沟、顶内沟、外侧沟的尾部构成缘上回边界。

## 功能
缘上回包含韦尼克区的部分区域（布罗德曼系统第40分区），与语言功能紧密相关。
缘上回属于体感皮层的一部分，可以解读触觉信号，也与空间和肢体位置的感知有关。缘上回还参与感知他人的姿态和手势，故也属于镜像神经元系统的一部分。

## 图像

缘上回位于红色标记处
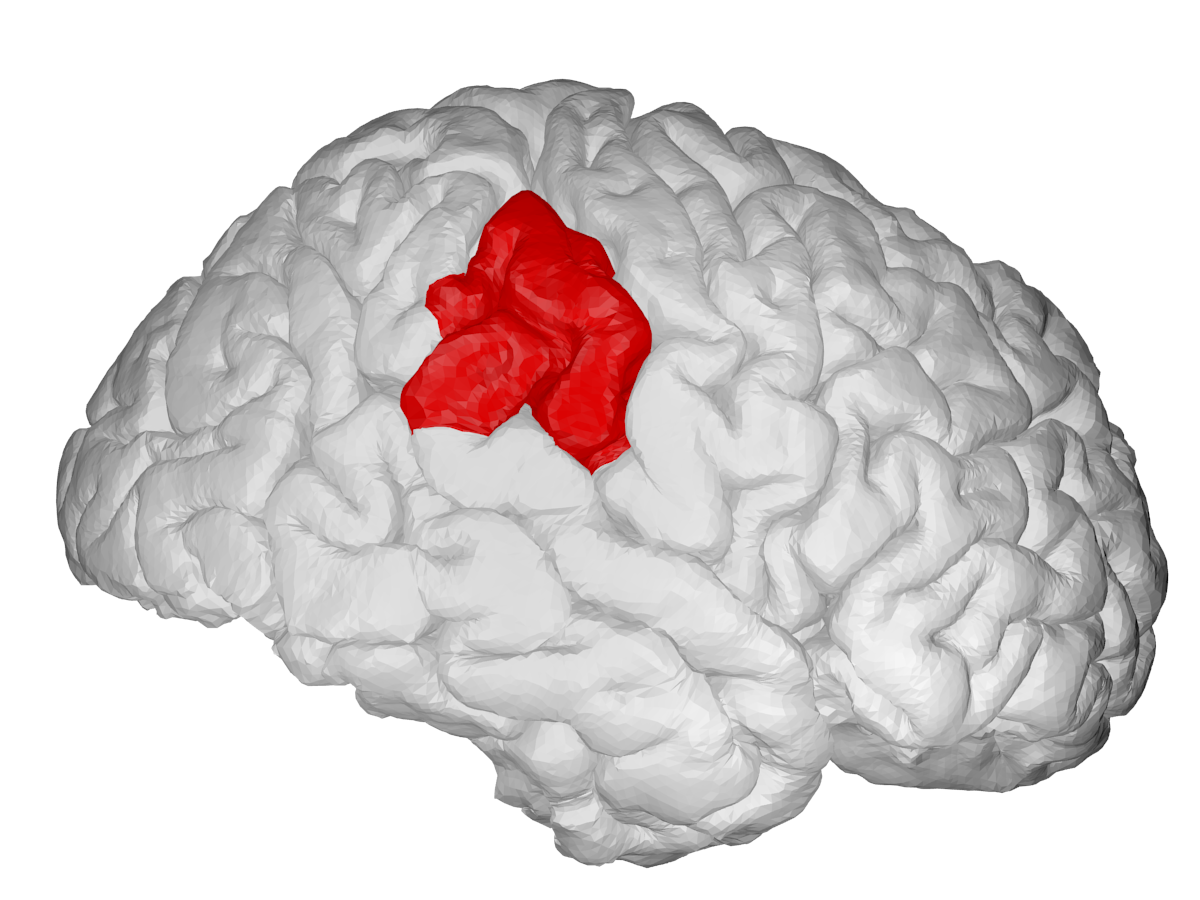
右侧大脑半球：缘上回位于红色标记处